# Pierre-François Veillon

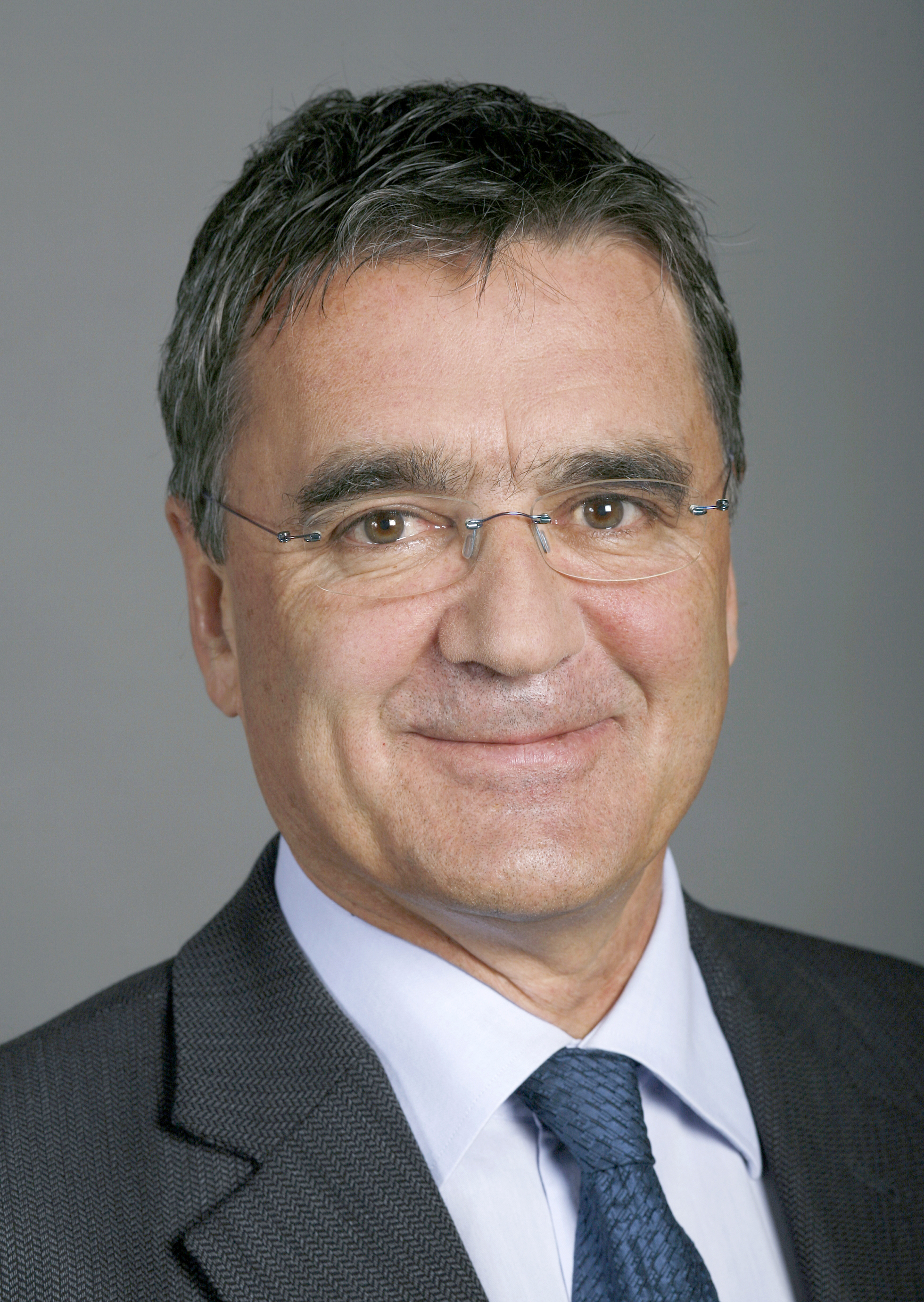
Pierre-François Veillon

Pierre-François Veillon (* 30. April 1950 in Château-d’Oex, VD) ist ein Schweizer Politiker (SVP) und ehemaliges Mitglied des Nationalrats.
Veillon gehörte von 1985 bis 1989 der Gemeindelegislative von Bex an. 1986 wurde er in das waadtländische Kantonsparlament gewählt, dem er bis 1991 angehörte. Von 1991 bis 1996 war er Mitglied der Kantonsregierung, des Staatsrats. Von 2003 bis 2015 war er Mitglied des Nationalrats und wurde dort zum Präsidenten der Geschäftsprüfungskommission gewählt.
Der Agraringenieur ist verheiratet und Vater dreier Kinder. Ein Sohn ist der in der Westschweiz populäre Satiriker Vincent Veillon.